# Софья Дмитриевна (княгиня рязанская)
Софья Дмитриевна (не ранее 1367 и не позднее 1373 — 1427) — старшая дочь великого князя московского Дмитрия Донского от брака с Евдокией Дмитриевной, великой княжной нижегородской.

## Биография
Родилась приблизительно между 1367 и 1373 годами (вероятно, в 1369 или 1372). В 1386 или 1387 была выдана замуж за Федора Ольговича, великого князя рязанского. Брак был заключен по политическим мотивам. У Дмитрия Донского на тот момент был враг, желавший свергнуть Дмитрия с великокняжеского престола — Олег Иванович Рязанский. Он то помогал Москве в войнах с Ольгердом Литовским, то шёл с войском на Москву, противясь политике единоначалия, проводимой Дмитрием. В декабре 1371 года москвитяне разбили рязанцев, но Олег вновь утвердился на престоле. Олег противился заключать мир с московским княжеством. Помог в установлении перемирия Сергий Радонежский. Он умело настроил и отговорил Олега Рязанского от войны с Москвой. Впоследствии Рязань и Москва заключили мир, и Олег Рязанский согласился на брак своего сына Федора Олеговича с дочерью Дмитрия Донского — Софьей Дмитриевной.

### Дети
- Василий (ок. 1390—1406 или 1407).
- Иван (ок. 1392—ум. 1456), сел на княжение Рязанское после смерти отца в 1409 году.
- Василиса (ок. 1387/1388—?), весной 1401 была обвенчана в Москве с Иваном Владимировичем, удельным князем серпуховским.